# Alisa Camplin
Alisa Camplin, née le 10 novembre 1974 à Melbourne, est une skieuse acrobatique australienne dans la discipline du saut acrobatique.

## Carrière
Alisa Camplin est une ex gymnaste, également étudiante en technologies de l'information dans les années 1990, qui s'est reconvertie dans le saut à ski acrobatique en suivant l'exemple de sa compatriote Kirstie Marshall. Elle prit contact avec le Comité olympique australien en 1994 afin de devenir une sauteuse acrobatique alors qu'elle n'avait jamais skié.
Avant les Jeux olympiques de Salt Lake City en 2002, ses résultats se limitaient à une douzaine de places d'honneur (aucune victoire), ce qui ne faisait pas d'elle la favorite de l'épreuve olympique contrairement à sa compatriote Jacqui Cooper. Cette dernière ayant blessé son genou à l'entraînement une semaine avant les JO, Alisa revêtait alors tous les espoirs australiens de médaille. Un jour seulement après la première médaille d'or australienne de l'histoire dans des JO d'hiver (l'incroyable victoire de Steven Bradbury), Alisa Camplin permettait alors à son pays d'entendre une nouvelle fois retentir l'hymne national grâce à deux sauts composés d'un triple-twisting et double backflip. Elle a ensuite annoncé qu'elle avait été soulagée de voir Bradbury remporter l'or avant elle car cela lui avait enlevé une pression supplémentaire dans sa course au titre.
Après une blessure au genou en octobre 2005, Alisa dut subir une opération mais elle revint à la compétition seulement 11 semaines après. Une quatrième place lors d'une épreuve de Coupe du Monde à Lake Placid lui garantit sa sélection dans l'équipe australienne pour défendre son titre olympique à Turin en 2006, où elle fut désignée comme porte-drapeau de la délégation nationale lors de la cérémonie d'ouverture avant d'empocher une médaille de bronze relativement inattendue puisqu'elle avait en partie raté son tour préliminaire à l'issue duquel l'autre Australienne en course, Jacqui Cooper, paraissait mieux positionnée pour la course au podium. En finale, elle était quatrième après le premier saut et, lors du deuxième saut, elle perdait même une place après la grosse performance de la Suissesse Evelyne Leu. Alisa ne devait alors sa présence sur le podium qu'aux atterrissages ratés de deux des trois concurrentes chinoises qui la précédaient à l'issue du premier saut (Nannan Xu et Xinxin Guo).

## Anecdotes
- Elle mesure 1,57m.
- Alors que les autres sauteurs utilisent des petits drapeaux de leur pays pour indiquer leurs marques, Alisa utilise une cuillère en bois lors des JO de Salt Lake City à cause de la confusion possible avec celui de Jacqui Cooper au début de sa carrière. La cuillère en bois fut choisie en accord avec le prix métaphorique traditionnellement donné aux personnes ou équipes qui arrivent dernière dans une compétition.

## Palmarès

### Jeux olympiques d'hiver
- Jeux olympiques de 2002 à Salt Lake City (États-Unis) :
  -  Médaille d'or en Saut acrobatique.

- Jeux olympiques de 2006 à Turin (Italie) :
  -  Médaille de bronze en Saut acrobatique.

### Championnats du monde de ski acrobatique
- Championnats du monde de ski acrobatique de 2003 à Deer Valley (États-Unis) :
  -  Médaille d'or en Saut acrobatique.

### Coupe du monde
- 2 petits globe de cristal :
  - Vainqueur du classement sauts en 2003 et 2004.
- 19 podiums dont 5 victoires en saut acrobatique.